# Orectolobus halei
Orectolobus halei är en hajart som beskrevs av Gilbert Percy Whitley 1940. Orectolobus halei ingår i släktet Orectolobus och familjen Orectolobidae. IUCN kategoriserar arten globalt som nära hotad. Inga underarter finns listade i Catalogue of Life.